# Skrzeszew (Legionowo)
Pour les articles homonymes, voir Skrzeszew.
Skrzeszew (prononciation : [ˈskʂɛʂɛf]) est un village polonais de la gmina de Wieliszew dans le powiat de Legionowo de la voïvodie de Mazovie dans le centre-est de la Pologne.
Il se situe à environ 6 kilomètres à l'ouest de Wieliszew (siège de la gmina), 6 kilomètres au nord de Legionowo (siège du powiat) et à 28 kilomètres au nord de Varsovie (capitale de la Pologne).
Le village possède approximativement une population de 760 habitants.

## Histoire
De 1975 à 1998, le village appartenait administrativement à la voïvodie de Varsovie.